# Rally Dakar 2012

Mappa della Dakar 2012

Il Rally Dakar 2012 è la 33ª edizione del Rally Dakar (partenza da Mar del Plata ed arrivo a Lima), la 4ª consecutiva disputata in Sudamerica.

## Cronaca
Le Mini Countryman del team tedesco BMW, X-Raid Monster Energy, dominano la scena già dalla prima tappa, con i tre piloti ufficiali, il russo Leonid Novickij, il polacco Krzysztof Holowczyk e il francese Stéphane Peterhansel ai primi tre posti. Già attardato ad oltre nove minuti, il campione uscente il qatariota Nasser Al-Attiyah su Hummer. Tra le moto primo posto provvisorio per l'Aprilia del cileno Francisco "Chaleco" Lopez.
La gara si è conclusa il 15 gennaio, per la prima volta a Lima in Perù, con il quarto successo, tra le moto, del francese Cyril Despres, su KTM, che continua l'alternanza di successi nelle ultime sette edizioni con lo spagnolo Marc Coma, il 10º successo dell'altro francese Stéphane Peterhansel, che porta per la prima volta al successo la Mini All4 Racing tra le auto, la prima vittoria del "figlio d'arte", l'olandese Gérard de Rooy, su Iveco, mentre tra i Quad, ancora un successo per l'argentino Alejandro Patronelli su Yamaha.
Tra i plurivincitori di tappa, tra le moto spiccano le quattro affermazioni di Marc Coma, seguito dal vincitore Despres con tre. Tra le auto tre successi a testa per il vincitore Stéphane Peterhansel, il suo compagno di team Nani Roma e l'americano della rivale Hummer, Robby Gordon. Tra i camion dopo i cinque successi del vincitore Gérard de Rooy, si segnala il compagno di squadra, l'italiano Miki Biasion con tre successi parziali. Tra i quad, quattro successi per Tomás Maffei, terzo nella generale.
Il 25º incidente mortale della corsa
Subito alla prima tappa perde la vita, a seguito di una caduta, il pilota argentino Jorge Andrés Martínez Boero.

## Tappe
Nelle 14 giornate del rally raid sono previste 14 tappe (4.216 km), con 14 prove speciali per un totale di 4.161 km.
Risultati
| 1  | 1º gennaio | Mar del Plata              | Santa Rosa                 | Francisco López Contardo   | Leonid Novickij            | Marcel van Vliet           | Sergio La Fuente           |            |            |
| 2  | 2 gennaio  | Santa Rosa                 | San Rafael                 | Marc Coma                  | Nasser Al-Attiyah          | Gérard de Rooy             | Sergio La Fuente           |            |            |
| 3  | 3 gennaio  | San Rafael                 | San Juan                   | Cyril Despres              | Nani Roma                  | Miki Biasion               | Pablo Copetti              |            |            |
| 4  | 4 gennaio  | San Juan                   | Chilecito                  | Marc Coma                  | Stéphane Peterhansel       | Gérard de Rooy             | Tomás Maffei               |            |            |
| 5  | 5 gennaio  | Chilecito                  | Fiambalá                   | Cyril Despres              | Krzysztof Hołowczyc        | Gérard de Rooy             | Marcos Patronelli          |            |            |
| 6  | 6 gennaio  | Fiambalá                   | Copiapó                    | Cancellata                 | Cancellata                 | Cancellata                 | Cancellata                 | Cancellata | Cancellata |
| 7  | 7 gennaio  | Copiapó                    | Copiapó                    | Marc Coma                  | Nasser Al-Attiyah          | Gérard de Rooy             | Alejandro Patronelli       |            |            |
|    | 8 gennaio  | Giorno di riposo a Copiapó | Giorno di riposo a Copiapó | Giorno di riposo a Copiapó | Giorno di riposo a Copiapó | Giorno di riposo a Copiapó | Giorno di riposo a Copiapó |            |            |
| 8  | 9 gennaio  | Copiapó                    | Antofagasta                | Marc Coma                  | Nani Roma                  | Aleš Loprais               | Marcos Patronelli          |            |            |
| 9  | 10 gennaio | Antofagasta                | Iquique                    | Hélder Rodrigues           | Robby Gordon               | Miki Biasion               | Alejandro Patronelli       |            |            |
| 10 | 11 gennaio | Iquique                    | Arica                      | Joan Barreda Bort          | Nani Roma                  | Artur Ardavichus           | Tomás Maffei               |            |            |
| 11 | 12 gennaio | Arica                      | Arequipa                   | Cyril Despres              | Stéphane Peterhansel       | Andrey Karginov            | Alejandro Patronelli       |            |            |
| 12 | 13 gennaio | Arequipa                   | Nazca                      | Marc Coma                  | Robby Gordon               | Gérard de Rooy             | Marcos Patronelli          |            |            |
| 13 | 14 gennaio | Nazca                      | Pisco                      | Hélder Rodrigues           | Stéphane Peterhansel       | Andrey Karginov            | Tomás Maffei               |            |            |
| 14 | 15 gennaio | Pisco                      | Lima                       | Pål Anders Ullevålseter    | Robby Gordon               | Miki Biasion               | Tomás Maffei               |            |            |

## Classifiche finali

### Moto
| Pos. | Pilota                  | Mezzo            | Team             | Distacco |
| ---- | ----------------------- | ---------------- | ---------------- | -------- |
| 1    | Cyril Despres           | KTM 450cc        | Red Bull         |          |
| 2    | Marc Coma               | KTM 450cc        | MRW              | 53'20"   |
| 3    | Hélder Rodrigues        | Yamaha WRF 450cc | Yamaha Racing    | 1h11'17" |
| 4    | Jordi Viladoms          | KTM Replica      | Bordone-Ferrari  | 1h40'56" |
| 5    | Stefan Svitko           | KTM 450 RR       | Oraving Slovnaft | 1h47'28" |
| 6    | Pål Anders Ullevålseter | KTM 450 R        | Ullevålseter     | 2h11'56" |
| 7    | Gérard Farres Guell     | KTM Replica      | Bordone-Ferrari  | 2h14'22" |
| 8    | Alessandro Botturi      | KTM Replica      | Bordone-Ferrari  | 2h59'04" |
| 9    | Olivier Pain            | Yamaha XZF       | Yamaha Racing    | 3h17'50" |
| 10   | Felipe Zanon            | KTM Replica      | KTM Brazil       | 3h25'56" |

### Auto
| Pos. | Pilota                  | Navigatore             | Mezzo                          | Team                  | Distacco |
| ---- | ----------------------- | ---------------------- | ------------------------------ | --------------------- | -------- |
| 1    | Stéphane Peterhansel    | Jean-Paul Cottret      | Mini All4 Racing               | X-Raid-Monster Energy |          |
| 2    | Nani Roma               | Michel Périn           | Mini All4 Racing               | X-Raid-Monster Energy | 41'56"   |
| 3    | Giniel de Villiers      | Dirk von Zitzewitz     | Toyota Hilux                   | Imperial Toyota       | 1h13'25" |
| 4    | Leonid Novickij         | Andreas Schulz         | Mini All4 Racing               | X-Raid-Monster Energy | 2h11'54" |
| 5    | Robby Gordon            | Johnny Campbell        | Hummer H3                      | Speed Energy          | 2h16'53" |
| 6    | Lucio Ezequiel Alvarez  | Bernardo Rolando Graue | Toyota Hilux                   | Toyota Overdrive      | 4h05'52" |
| 7    | Carlos Sousa            | Jean-Pierre Garcin     | Great Wall                     | Team Great Wall       | 4h30'24" |
| 8    | Ricardo Leal dos Santos | Paolo Fiuza            | Mini All4 Racing               | X-Raid-Monster Energy | 5h03'18" |
| 9    | Bernhar Ten Brinke      | Matthieu Baumel        | Mitsubishi Racing Lancer MRP10 | Riwald Dakar Team     | 5h11'18" |
| 10   | Krzysztof Hołowczyc     | Jean-Marc Fortin       | Mini All4 Racing               | X-Raid-Monster Energy | 6h59'38" |

### Camion
| Pos. | Pilota            | Navigatore       | Meccanico           | Mezzo             | Team                  | Distacco  |
| ---- | ----------------- | ---------------- | ------------------- | ----------------- | --------------------- | --------- |
| 1    | Gérard de Rooy    | Tom Colsoul      | Darek Rodewald      | Iveco Powerstar   | Petronas Team de Rooy |           |
| 2    | Hans Stacey       | Hans van Goor    | Bernard de Kinderen | Iveco Trakker 4x4 | Petronas Team de Rooy | 51'19"    |
| 3    | Artur Ardavichus  | Alexey Kuzmich   | Nurlan Turbulaev    | Kamaz 4326-9      | Astana                | 1h47'45"  |
| 4    | Andrey Karginov   | Andrey Mokeev    | Igor Devyatkin      | Kamaz 4326-9      | Astana                | 5h01'10"  |
| 5    | Ayrat Mardeev     | Aydar Belyaev    | Anton Shibalov      | Kamaz 4326-9      | Astana                | 5h01'50"  |
| 6    | Miki Biasion      | Giorgio Albiero  | Michel Huisman      | Iveco Trakker 4x4 | Petronas Team de Rooy | 6h31'11"  |
| 7    | Martin Kolomy     | Rene Kilian      | David Kilian        | Tatra 815 4x4     |                       | 6h54'15"  |
| 8    | André de Azevedo  | Jaromir Martinec | Maikel Justo        | MAN               |                       | 7h46'07"  |
| 9    | Teruhito Sugawara | Seiichi Suzuki   | -                   | Hino Motors       | Sugawara Team         | 10h39'24" |
| 10   | Pieter Versulis   | Harry Schuurmans | Jurgen Damen        | MAN               |                       | 11h12'32" |

### Quad
| Pos. | Pilota               | Mezzo             | Team          | Distacco |
| ---- | -------------------- | ----------------- | ------------- | -------- |
| 1    | Alejandro Patronelli | Yamaha Raptor 700 | Yamaha Racing |          |
| 2    | Marcos Patronelli    | Yamaha Raptor 700 | Yamaha Racing | 1h20'17" |
| 3    | Tomás Maffei         | Yamaha GRW        | Mec Team      | 2h14'21" |